# Hodegetyka
Hodegetyka (gr. hodós – droga, hēgéomai – prowadzę) – część pedagogiki oznaczająca pod koniec XIX oraz na początku XX wieku naukę o metodach wychowania. Hodegetyka była uzupełnieniem dydaktyki, nauki o metodach nauczania.
Pierwotnie, od czasów średniowiecza, hodegetyka była dyscypliną nauk medycznych (nauczana jako hodegetyka lekarska) i swym zakresem obejmowała wiedzę odpowiedniego postępowania z chorymi. Specjalizacja nauk pedagogicznych, która nastąpiła w XX wieku, doprowadziła do powolnego zaniku hodegetyki (nauczana była jeszcze w latach 50. XX wieku m.in. w Stanach Zjednoczonych i ZSRR).
Hodegetyka to również cześć teologii pastoralnej traktująca o pasterskim urzędzie Jezusa Chrystusa i Kościoła, która powstała na przełomie XIX i XX wieku. Jej głównym teoretykiem i przedstawicielem był Cornelius Krieg.